# Festiwal Piosenki Żeglarskiej „Tratwa”
Festiwal Piosenki Żeglarskiej „Tratwa” – festiwal muzyczny skupiony wokół szant i piosenki żeglarskiej, organizowany od 1983 roku, jeden z najstarszych tego typu w Polsce. W latach 1983–2006 odbywał się w Katowicach (m.in. w Spodku), od 2008 roku organizowany jest w Chorzowie przez Krakowską Fundację Żeglarstwa Sportu i Turystyki “HALS”. W latach 2004−2006 organizowany był pod nazwą Eko-Tratwa.  

## Historia
Pierwsza edycja festiwalu odbyła się w listopadzie 1983 roku w Teatrze Młodego Widza na Koszutce w Katowicach; w pierwszej edycji uczestniczło około 500 osób a na scenie zaprezentowało się 40 wykonawców. Druga edycja odbyła się w katowickiej Filharmonii Śląskiej. Od 1987 roku festiwal odbywał się w Hali Parkowej w Katowicach. W 1989 roku festiwal odbył się w hali Famuru w Piotrowicach. Od 1991 roku miejscem organizacji festiwalu stał się "Biały dom" (Gmach przy placu Sejmu Śląskiego 2). Przyrost publiczności spowodował, że od 1996 festiwal odbywał się w katowickim Spodku. W latach 2003 i 2007 festiwal nie odbył się. 
Od 2008 festiwal odbywa się w Chorzowie. 35. edycja odbyła się w dniach 9-10 listopada 2019, wystąpiły m.in. Cztery Refy, Sąsiedzi, Andrzej Korycki czy Dominika Żukowska w Chorzowskim Centrum Kultury. W 2023 podczas 38 edycji swoje 40-lecie na scenie obchodził zespół Ryczące dwudzieski, który debiutował na pierwszej edycji festiwalu. 
Na festiwalu tym debiutowały liczne zespoły, takie jak: Watersztgi, Tonam & Synowie, Białe mewy, Kaktusy, Kogoto, Skipper, Kant, Segars, z czego najbardziej znane z nich to Ryczące dwudziestki, Perły i Łotry, Banana Boat. 